# Viridivelleraceae
Viridivelleraceae là một họ rêu trong bộ Dicranales.